# Lee Chang-dong
Lee Chang-dong (Daegu, 1 d'abril de 1954) és un escriptor i director de cinema coreà, nascut en el si d'una família de classe mitjana baixa a la ciutat considerada més conservadora de Corea del Sud.

## Trajectòria professional
Després de graduar-se en literatura per la Universitat de Kyungpook, va treballar com a professor de secundària, director de teatre, escriptor de contes, i columnista en un diari. Als 40 anys, quan a Corea ja era conegut com a escriptor i dramaturg i, fins i tot, havia guanyat reconeguts premis literaris, va començar-se a interessar pel cinema. La seva primera incursió en aquesta disciplina va ser com a guionista i ajudant de direcció de Geu seome gago shibda (1993) de Park Kwang-su. En pocs anys, va estrenar Green Fish (1997), la seva primera pel·lícula com a director, amb la qual aconseguí immediatament gran èxit i reconeixement. Des d'aleshores, ha rebut innombrables premis per la seva filmografia.
Amb tot, el seu recorregut professional com a director de cinema ha estat considerat poc convencional, fet que imprimeix la seva obra d'una originalitat molt particular —tant pel que fa a les formes com al contingut. La crítica especialitzada ha destacat, per exemple, la riquesa del seu treball amb els actors i les actrius gràcies a l'experiència adquirida com a director de teatre.
El 2003, durant el mandat de Roh Moo-Hyun. Lee Chang-dong va ser ministre de cultura, esports i turisme.

## Estil de direcció
La seva producció cinematogràfica és relativament petita, tot i així l'estètica del seu cine abasta una diversitat d'estils considerable. Els seus temes clau, però, han estat fermament consistents. El sentit de la vida n'és un. La discapacitat n'és un altre. Gairebé tots els personatges principals de Lee Chang-dong es troben al ben mig d'una crisi de salut: epilèpsia, malalties terminals, etc. L'univers de Lee Chang-dong és un món de tragèdia i desesperació. No obstant això, sempre està present la seva fe incansable en l'esperit humà, ratllant de vegades el sentimentalisme, fins i tot, en situacions sense esperança.

## Filmografia
La relació següent llista les obres de Lee Chang-dong com a director, productor i guionista, així com els premis obtinguts amb les seves pel·lícules.

### Director
- Burning | Beoning (2018)
- Poetry | Shi (2010)
- Secret Sunshine | Milyang (2007)
- Oasis | Oasiseu (2002)
- Peppermint Candy | Bakha satang (2000)
- Green Fish | Chorok mulkogi (1997)

### Productor
- Burning | Beoning (2018)
- Collective Invention | Dolyeonbyuni (2015)
- A Girl At My Door | Doheeya (2014)
- A Brand New Life | Yeohaengja (2009)
- Secret Sunshine (2007)
- Never Forever | Dubeonjjae Sarang (2007)

### Guionista
- Burning (2018)
- Lee Chang-Dong Movie (2014)
- Secret Sunshine (2007)
- Oasis (2002)
- Peppermint Candy (2000)
- Green Fish (1997)
- A Single Spark (1995)
- To the Starry Island (1993)

## Premis

### Poetry
- Award for Best Screenplay: - 2010 (63rd) Cannes Film Festival - May 12-23, 2010
- Best Film - 2010 (47th) Daejong Film Awards - October 29, 2010
- Best Screenplay: (Lee Chang-Dong) - 2010 (47th) Daejong Film Awards - October 29, 2010
- Best Film - 2010 (8th) Korean Film Awards - November 18, 2010
- Best Director - 2010 (8th) Korean Film Awards - November 18, 2010
- Best Screenplay - 2010 (8th) Korean Film Awards - November 18, 2010
- Achievement in Directing - 2010 (4th) Asia Pacific Screen Awards - 2 de desembre de 2010
- Best Film - 2010 (2nd) KOFRA Film Awards Ceremony - 27 de gener de 2011
- Best Director - 2011 (5th) Asian Film Awards - 21 de març de 2011
- Best Screenwriter - 2011 (5th) Asian Film Awards - 21 de març de 2011
- Best Director - 2011 (47th) PaekSang Arts Awards - 26 de maig de 2011

### Secret Sunshine
- 2007 - Best Actress (Do-yeon Jeon), Cannes Film Festival

### Oasis
- 2002 - Jury Award, Bergen International Film Festival
- 2003 - Best Director, Baek Sang Art Awards
- 2003 - Three Castles Award, Castellinaria International Festival of Young Cinema
- 2003 - Audience Award, Gardanne Film Festival
- 2003 - Best Actor (Kyung-gu Sol), Seattle International Film Festival
- 2003 - Best Actress (So-ri Moon), Seattle International Film Festival
- 2003 - Chief Dan George Humanitarian Award, Vancouver International Film Festival
- 2003 - Premi FIPRESCI, Festival de Venècia
- 2003 - Premi Marcello Mastroianni (Moon So-ri), Festival de Venècia
- 2003 - Premi SIGNIS, Festival de Venècia
- 2003 - Premi Special Director's, Festival de Venècia
- 2003 - LLeó d'Or (Nominat), Festival de Venècia
- 2005 - Best Foreign Film (Nominada), Premis Independent Spirit

### Peppermint Candy
- 2000 - Special Jury Prize, Bratislava International Film Festival
- 2000 - Best Actor (Kyung-gu Sol), Bratislava International Film Festival
- 2000 - Best Film, Grand Bell Awards, South Korea
- 2000 - Don Quijote Award, Karlovy Vary International Film Festival
- 2000 - Netpac Award - Special Mention, Karlovy Vary International Film Festival
- 2000 - Special Prize of the Jury, Karlovy Vary International Film Festival

### Green Fish
- 1997 - Best Film, Blue Dragon Awards
- 1997 - Dragons and Tigers Award, Vancouver International Film Festival
- 1998 - Netpac Award - Special Mention, Rotterdam International Film Festival

### A Single Spark
- 1995 - Best Film, Blue Dragon Awards